# Stora Kvarntjärnen, Hälsingland
Stora Kvarntjärnen är en sjö i Ovanåkers kommun i Hälsingland och ingår i Ljusnans huvudavrinningsområde.